# Trimer, Ille-et-Vilaine
Trimer (bretonska: Tremeur) är en kommun i departementet Ille-et-Vilaine i regionen Bretagne i nordvästra Frankrike. Kommunen ligger i kantonen Tinténiac som tillhör arrondissementet Saint-Malo. År 2022 hade Trimer 205 invånare.

## Befolkningsutveckling
Antalet invånare i kommunen Trimer
Referens:INSEE